# Mademoiselle Gachet dans son jardin à Auvers-sur-Oise
Pour les articles homonymes, voir Gachet et Auvers-sur-Oise.
Mademoiselle Gachet dans son jardin à Auvers-sur-Oise est une peinture à l'huile postimpressionniste sur toile, de Vincent van Gogh, peinte en juin 1890 à Auvers-sur-Oise, en Île-de-France, un mois avant sa disparition. Elle est conservée au musée d'Orsay de Paris.

## Histoire et description
Après avoir séjourné durant un an à la clinique psychiatrique du monastère Saint-Paul-de-Mausole de Saint-Rémy-de-Provence, entre 1889 et 1890, pour tenter de soigner ses crises de démence, d'hallucination et d'épilepsie, Van Gogh passe trois jours à Paris, en mai 1890, chez son frère Théodorus van Gogh et sa belle-sœur Johanna avec leur bébé, qui lui recommande les soins du docteur Paul Gachet d'Auvers-sur-Oise, à 30 km au nord-ouest de Paris (artiste lui-même, collectionneur d'art, amis des artistes, et amateur en particulier d'art impressionniste d'Auguste Renoir, Claude Monet, Camille Pissarro et Paul Cézanne). 

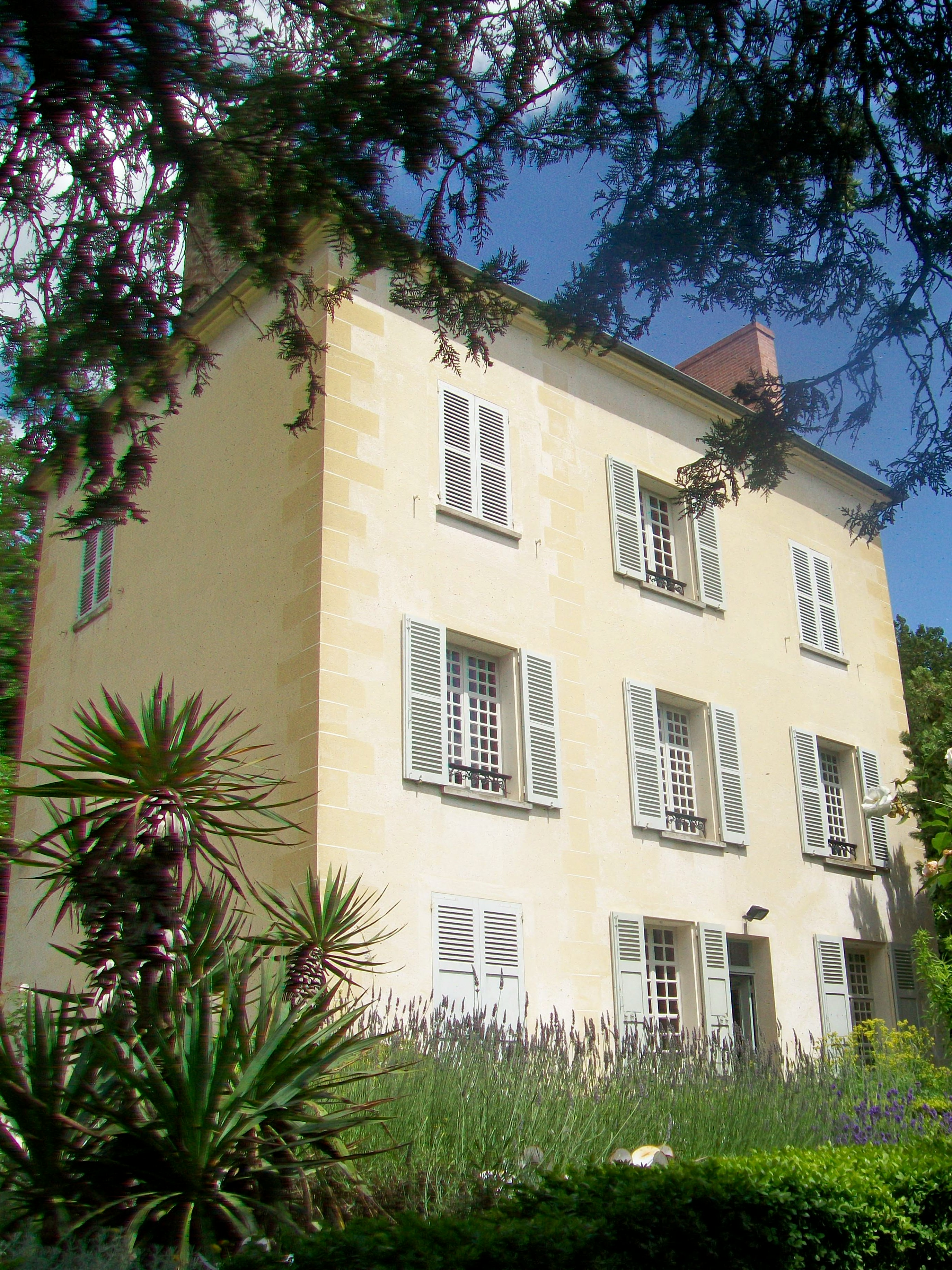
Maison du Docteur Gachet, d'Auvers-sur-Oise, « musée Vincent van Gogh » depuis 2003.

Van Gogh s'installe alors le 20 mai 1890 à Auvers-sur-Oise (considéré comme un des berceaux de l'impressionnisme) où il prend une chambre (n°5) à l'auberge Ravoux, et écrit à son frère « Auvers est gravement beau, c’est de la pleine campagne caractéristique et pittoresque » ou « J'ai trouvé un véritable ami en la personne du Dr Gachet, quelque chose comme un autre frère, tant nous nous ressemblons physiquement et aussi mentalement... ». 
À la fin du mois de juin 1890, il écrit à son frère Théo son intention de peindre la fille du docteur Gachet, Marguerite Gachet (en), âgée de vingt-et-un ans, mais qu'il croit âgée de 19 ans, ainsi qu'une jeune fille de la campagne, puis il lui écrit à nouveau quelques jours plus tard avoir peint Marguerite Gachet au piano (exposée à ce jour au musée d'art de Bâle en Suisse). Il écrit également à sa sœur Wil van Gogh « Nous sommes devenus amis, pour ainsi dire, tout de suite, je passerai un ou deux jours avec lui (...) à travailler dans son jardin, dont j'ai déjà peint deux croquis : un avec des plantes du sud, de l'aloès, cyprès, soucis, et l'autre avec des roses blanches, des vignes et une figure blanche parmi eux... »,. À la suite de cette peinture de paysage et portrait postimpressionnisme, le docteur Gachet n'autorise plus aucune séance de pause à sa fille, et leur demande de mettre fin à leur amitié,,.
Après une ultime crise de démence et de désespoir, et avoir peint plus de 70 toiles de l'ultime « période Auvers-sur-Oise » de son œuvre, durant les 70 derniers jours de sa vie, Vincent van Gogh se suicide le 29 juillet 1890, à l'âge de 37 ans, d'une balle de revolver dans la poitrine, et repose depuis au cimetière d'Auvers-sur-Oise (au côté de son frère Théodorus van Gogh, disparu 6 mois plus tard). 
La maison du Docteur Gachet et son jardin sont transformés en « musée Vincent van Gogh » depuis 1996, inauguré en 2003 pour les 150 ans de la naissance de Van Gogh, inscrits aux Monuments historiques depuis 1991, et labialisés Maisons des Illustres.

## Provenance
Van Gogh offre ce tableau au docteur Gachet, qui l’intègre à sa collection jusqu’à sa disparition en 1909. Sa fille Marguerite et son fils Paul-Louis Gachet en héritent, et en font don à l'État français en 1954, qui l'expose au musée du Jeu de Paume du jardin des Tuileries de Paris où il demeure jusqu'à sa fermeture en 1986, et à son transfert au musée d'Orsay jusqu’à ce jour sous le numéro d'inventaire RF 1954 13.

## Expositions
Ce tableau a été exposé en 1954 à Paris Van Gogh et les peintres d'Auvers-sur-Oise, puis en 1999 à Paris, Un ami de Cézanne et Van Gogh : le docteur Gachet, exposition ensuite en tournée à New York (The Collection of Doctor Gachet) et à Amsterdam (De collectie Dokter Gachet).

## Au cinéma
- 1991 : Van Gogh, de Maurice Pialat, avec Jacques Dutronc (van Gogh) et Alexandra London (Marguerite Gachet)[10].

## Quelques lieux, personnes, et oeuvre locales
- Paul Gachet
- Marguerite Gachet (en)
- Auberge Ravoux
- Portrait d'Adeline Ravoux
- Maison du Docteur Gachet
- L'Église d'Auvers-sur-Oise
- Marguerite Gachet au piano
- La Mairie d'Auvers-sur-Oise le 14 juillet
- Portrait du docteur Gachet avec branche de digitale
- La Maison du docteur Gachet à Auvers, de Paul Cézanne
- Cimetière d'Auvers-sur-Oise, ou repose les frères Vincent et Théodorus van Gogh.